# Shunkinshō
Pour plus de détails, voir Fiche technique et Distribution.
Shunkinshō (春琴抄, litt. Un portrait de Shunkin) est un film japonais, réalisé par Katsumi Nishikawa et sorti en 1976. Il est basé sur un roman court de Jun'ichirō Tanizaki.

## Synopsis
Situé à Osaka au XIXe siècle, le film raconte l'histoire d'un amour entre Sasuke (Miura) et Shunkin, son professeur de koto (Yamaguchi), qui a perdu la vue à l'âge de neuf ans. Sa cécité donne à Shunkin une extraordinaire capacité de jouer des instruments traditionnels japonais, le shamisen et le koto, plus sophistiqué. Elle est une musicienne de renom et donne aussi des leçons de musique.
Le film est aussi une étude psychologique de Shunkin et du combat d'une jeune femme consciente de l'existence d'une vie dont elle ne fera jamais l'expérience. Sa vie prend un tournant lorsqu'elle accepte d'apprendre à jouer de la musique à un jeune homme (Sasuke). Il est à la fois son élève et son serviteur. Sasuke cherche à plaire à Shunkin de toutes les facons possibles, mais il provoque son courroux quand elle découvre qu'il essaie de jouer avec les yeux fermés, car cela lui rappelle sa propre condition. Les deux personnages développent une relation romantique unique et mélancolique. En dépit de la résistance de Shunkin , ils sont de plus en plus attirés l'un par l'autre. Shunkin est au courant des sentiments de Sasuke, mais ne veut pas les accepter. Cependant, inconsciemment, elle ne peut vivre sans son amour.
Shunkin souffre une nouvelle tragédie dévastatrice lorsqu'elle est brûlée au visage avec de l'eau bouillante, dans son sommeil, par un assassin engagé par un soupirant éconduit. Sa beauté était une des raisons de la fierté et de la force de la jeune femme, en dépit de sa cécité, et cela désormais lui a été enlevé. Avec son visage mutilé, elle se sent vulnérable, faible et a peur de vivre. Son visage est enveloppé dans des bandages. Elle interdit à Sasuke de la regarder après l'attaque, et elle ne veut montrer son visage marqué à personne. C'est le moment où leurs sentiments deviennent encore plus forts. Ils réalisent qu'ils ne peuvent pas vivre l'un sans l'autre. Sasuke s'aveugle lui-même pour plonger totalement dans le monde de Shunkin et lui donner l'assurance qu'il ne verra jamais en elle autre chose qu'une belle jeune femme. Shunkin, finalement, cède au dévouement et à l'amour de Sasuke. Ils continuent à vivre ensemble, étudient et jouent de la musique en parfaite harmonie.

## Fiche technique
- Titre original : Shunkinshō (春琴抄?)
- Réalisation : Katsumi Nishikawa
- Scénario : Teinosuke Kinugasa et Katsumi Nishikawa, d'après un roman court de Jun'ichirō Tanizaki
- Photographie : Kenji Hagiwara
- Décors : Akiyoshi Satani
- Montage : Akira Suzuki (ja)
- Musique : Masaru Satō
- Société de production : Hori Kikaku Productions
- Société de distribution : Tōhō
- Pays d'origine :  Japon
- Langue originale : japonais
- Format : couleur — 1,85:1 — 35 mm — son mono
- Genre : drame
- Durée : 97 minutes[1]
- Dates de sortie :
  - Japon : 25 décembre 1976[1]

## Distribution
- Momoe Yamaguchi : Okoto/Shunkin
- Tomokazu Miura (ja) : Sasuke
- Takeya Nakamura (ja)
- Akiko Kazami
- Shōichi Kuwayama (ja)
- Masahiko Tsugawa
- Ryūji Shinagawa (ja)
- Nobuo Nakamura
- Hōsei Komatsu (ja)
- Akira Nagoya (ja)
- Moeko Ezawa (ja)

## Adaptations
La nouvelle de Jun'ichirō Tanizaki a été adaptée plusieurs fois au cinéma :
- 1935 : Okoto et Sasuke (春琴抄 お琴と佐助, Shunkinshō: Okoto to Sasuke?) de Yasujirō Shimazu avec Kinuyo Tanaka (Otoko / Shunkin) et Kōkichi Takada (Sasuke)
- 1954 : L'Histoire de Shunkin (春琴物語, Shunkin monogatari?) de Daisuke Itō avec Machiko Kyō (Otoko / Shunkin)[2]
- 1961 : Okoto et Sasuke (お琴と佐助, Okoto to Sasuke?) de Teinosuke Kinugasa avec Fujiko Yamamoto (Otoko / Shunkin) et Kōjirō Hongō (Sasuke)[3]
- 2008 : Shunkinshō (春琴抄?) de Satoshi Kaneda avec Nao Nagasawa (Okoto / Shunkin) et Takumi Saitō (Sasuke)[4]